# Reguengo do Fetal
Reguengo do Fetal é uma povoação portuguesa sede da Freguesia de Reguengo do Fetal do Município da Batalha, freguesia com 28,17 km² de área e 1907 habitantes (censo de 2021), tendo, por isso, uma densidade populacional de 67,7 hab./km².

## História
Pela sua situação geográfica Reguengo do Fetal é sem dúvida uma freguesia privilegiada pelas suas vistas de uma beleza surpreendente. A povoação é composta por um conjunto de moradias, dispostas em forma de concha. O vale onde a povoação se encontra é dominado por uma estrada calcante, que chega aos cumes da Serra de Aire. A Freguesia do Reguengo do Fetal (Reguengo da Magueixa até 1910) foi criada no ano de 1512 pelo Prior-Mor de Santa Cruz de Coimbra, com jurisdição sobre Leiria. Este Bispo, D. Pedro Vaz Gavião, desmembrou a freguesia da Igreja de São Martinho da então Vila de Leiria e deu-lhe por Orago a Santíssima Trindade.
Só mais tarde, julga-se que aquando da construção da actual Igreja Matriz do Reguengo, foi este Orago mudado para Nossa Senhora dos Remédios, como ainda hoje se conserva.
Na década de 1610-1620, em ano incerto, foi-lhe desanexada a freguesia de São José, do Alqueidão da Serra (hoje do Município de Porto de Mós).
No ano de 1916, novo desanexamento populacional desta vez para criar a freguesia civil de São Mamede que foi constituída em Paróquia em 1920.
Reguengo significa "Terra do Rei". Até 1820, o rei, os conventos, as obras religiosas e as famílias nobres tinham certos direitos sobre as povoações, no que diz respeito a impostos e ao aproveitamento de infra-estruturas, naquele ano (1820), com a Revolução Liberal, tudo mudou. Quanto ao nome Fetal, é muito mais recente, datando apenas do século XX. Anteriormente esta terra chamou-se Reguengo da Magueixa e mais tarde apenas Reguengo. Fetal foi a forma de distinguir esta freguesia de centenas de outras com o mesmo nome, e também para homenagear Nossa Senhora do Fetal, que desde o século XVIII tem em Reguengo uma ermida (atualmente Santuário) da sua invocação.
O povoamento desta freguesia é muito antigo, conforme atestam os vários achados arqueológicos: lápides, fragmentos de cerâmica, moedas, tudo da época romana. A este facto não será decerto alheia a proximidade da antiga cidade de Collippo.
Em 1527 Reguengo do Fetal tinha apenas 80 habitantes e aquando das "Memórias Paroquiais" contava com 477 pessoas, pois em 1620 lhe tinha sido desanexada a freguesia de Alqueidão da Serra. 
Nas últimas duas décadas, Reguengo do Fetal sofreu uma evolução demográfica pautada por um crescimento populacional, que se acentuou nos anos 90. No censo de 1981, a população residente era de 2117 indivíduos, subindo ligeiramente no censo de 1991 para 2210. Segundo informação recolhida junto da Autarquia, em 1998 a população rondava os 3000 moradores, dos quais 1910 eram recenciados.

## Tradições
Todos os anos no primeiro domingo de outubro realiza-se a festa do Santuário de Nossa Senhora do Fétal. A imagem de Nossa Senhora do Fetal, alusiva a uma aparição mariana local, passa uma semana na Igreja de Nossa Senhora dos Remédios (igreja matriz). A deslocação da imagem de Nossa Senhora do Fétal da capela para a igreja matriz dá-se na última Sexta-feira do mês de Setembro, e depois retorna da igreja matriz para a sua capela no primeiro sábado do mês de Outubro, salvo exceção do primeiro domingo se realizar no dia 1 de Outubro e da primeira sexta feira ser dia 30 de Setembro. É acompanhada por uma procissão das velas, e com o percurso de cerca de 800 metros é iluminado por milhares de lamparinas feitas com cascas de caracol, com azeite e um pavio. Com as cascas dos caracóis, os populares escrevem palavras e desenham figuras no solo, alusivas à procissão de Nossa Senhora do Fetal.
Esta tradição anual atrai milhares de visitantes à povoação.

## Demografia
Nota: Pela Lei nº 603, de 15/06/1916, foram desanexados lugares desta freguesia para constituir a freguesia de São Mamede
A população registada nos censos foi:
| Distribuição da População por Grupos Etários | Distribuição da População por Grupos Etários | Distribuição da População por Grupos Etários | Distribuição da População por Grupos Etários | Distribuição da População por Grupos Etários |
| -------------------------------------------- | -------------------------------------------- | -------------------------------------------- | -------------------------------------------- | -------------------------------------------- |
| Ano                                          | 0-14 Anos                                    | 15-24 Anos                                   | 25-64 Anos                                   | > 65 Anos                                    |
| 2001                                         | 341                                          | 307                                          | 1204                                         | 506                                          |
| 2011                                         | 266                                          | 238                                          | 1138                                         | 527                                          |
| 2021                                         | 189                                          | 180                                          | 913                                          | 625                                          |

## Património
- Capela de São Mateus
- Igreja de Nossa Senhora dos Remédios ou Igreja Matriz de Reguengo do Fétal
- Santuário de Nossa Senhora do Fetal e Capelinha da Memória (conjunto)